# Stig Tvilling
Stig Gunnar Tvilling, ursprungligen Andersson, född 15 juli 1928 i Bromma församling, Stockholm, död 20 september 1989 i Kungsängens församling, var en svensk fotbollsspelare och  ishockeyspelare. Han blev världsmästare i ishockey 1953 och OS-bronsmedaljör 1952. Han spelade 1 landskamp i fotboll och 84 landskamper i ishockey.
Stig Andersson, bytte senare efternamn till Tvilling, spelade för Djurgårdens IF Hockey. Han var tvillingbror till Hans Tvilling.
Stig Tvilling är begravd på Bromma kyrkogård.

## Ishockeymeriter
- Olympiska spel 1956, Cortina, Italien, Fjärde plats
- Världsmästerskap 1955, Köln, Västtyskland, Femte plats
- Världsmästerskap 1954, Stockholm, Sverige, Bronsmedalj
- Världsmästerskap 1953, Zürich, Schweiz, Guldmedalj
- Olympiska spel, Oslo, Norge, 1952 Bronsmedalj
- Världsmästerskap 1951, Paris, Frankrike Silvermedalj
- SM-guld i ishockey 1950, 1954, 1955, 1958.